# Rossellidae
Rossellidae is een familie van sponsdieren uit de klasse van de Hexactinellida. 

## Onderfamilies
- Acanthascinae Schulze, 1897
- Lanuginellinae Gray, 1872
- Rossellinae Schulze, 1885